# Gaurotes spinipennis
Gaurotes spinipennis är en skalbaggsart som beskrevs av Pu 1992. Gaurotes spinipennis ingår i släktet Gaurotes och familjen långhorningar. Inga underarter finns listade i Catalogue of Life.